# Ukraińska Socjaldemokratyczna Partia Robotnicza
Ukraińska Socjaldemokratyczna Partia Robotnicza (ukr. Украї́нська соціа́л-демократи́чна робітни́ча па́ртія, USDRP) – ukraińska partia polityczna o profilu socjalistycznym. Sformowana w 1905 na II Zjeździe Ukraińskiej Partii Rewolucyjnej (RUP).
Do naczelnych działaczy USDRD należeli m.in.: Wołodymyr Wynnyczenko, Symon Petlura, Mykoła Porsz, Dmytro Antonowycz, Lew Jurkiewicz, Mychajło Tkaczenko i Mykoła Kowalski.

## Historia
W grudniu 1905 USDRD zdecydowała się przystąpić do Socjaldemokratycznej Partii Robotniczej Rosji (SDPRR), pod warunkiem uznania jej za „jedynego przedstawiciela ukraińskiego proletariatu” w SDPRR. Podczas Czwartek (jednościowego) zjazdu SDPRR odrzucono propozycję rzecznika SDPRR dotyczącą natychmiastowego omówienia warunków fuzji i skierował sprawę do decyzji Komitetu Centralnego. Na zjeździe partii USDRD w czerwcu 1907 przyjęto rezolucję zbliżoną do ultimatum wzywającą SDPRR do uznania ukraińskiej autonomii, przyjęcia ukraińskiego przedstawiciela w KC SDPRR i zaakceptowania USDRD jako narodowej organizacji ukraińskiego proletariatu. Nie osiągnięto jednak porozumienia w sprawie fuzji. Prawdopodobnie powodem, przez który nie doszło do tego, był fakt, że RUP i USDRD opowiadały się za niezależnym państwem ukraińskim.
Ponieważ rząd Ukrainy emigrował w czasie wojny ukraińsko-radzieckiej (1917–1921), a działalność USDRD została zakazana w sowieckiej Ukrainie, utworzono sekcję „Delegacji Zagranicznej”. Działała ona przede wszystkim w Pradze pod przewodnictwem Isaaka Mazepy. Poza Czechosłowacją posiadała członków również w Polsce, Niemczech i Francji.
Choć USDRD nie wchodziła w skład Rządu Ukraińskiej Republiki Ludowej na emigracji, pozostała wobec niego lojalna, a jej premierem do 1947 był były członek USDRP Andrij Liwycki. Po II wojnie światowej byli członkowie USDRP pomogli założyć emigracyjną Ukraińską Radę Narodową w 1947, a w 1950 połączyli się z innymi partiami w Ukraińską Partię Socjalistyczną.
Partia w latach 1923-1940 była członkiem Socjalistycznej Międzynarodówki Robotniczej.
Organami prasowymi USDRD były: „Вільна Україна” (1921), „Соціалістична Думка” (1921-1923) і „Соціаліст-Демократ” (1925-1929).

## Program
USDRD prowadziła swoją działalność niezależnie od Socjaldemokratycznej Partii Robotniczej Rosji i prezentowała odmienną postawę w kwestii narodowej, zwłaszcza ukraińskiej. Ideologia organizacji bazowała na programie erfurckim Socjaldemokratycznej Partii Niemiec, a także dążeniu do autonomii narodowej i kulturowej. Współpracowała z żydowskim Bundem oraz częściowo z mienszewikami.
Partia określiła jako swój priorytet rozwiązanie kwestii narodowych i zepchnięcie walki o społeczne wyzwolenie klasy robotniczej na drugi plan. Wiosną 1905 w polemice z Dmytro Antonowyczem, o której pisało partyjne wydawnictwo Pracia, Mykoła Porsz przekonywał o zależności ucisku społecznego i ekonomicznego od narodowego. Podkreślał, że do przezwyciężenia ucisku społecznego konieczne jest przede wszystkim rozwiązanie kwestii narodowej. W sowieckiej propagandzie partia była przedstawiana jako drobnomieszczańska partia nacjonalistyczna, która została przemianowana na Ukraińską Socjaldemokratyczną Partię Pracy, aby oszukiwać ludzi. Włodzimierz Lenin scharakteryzował partię jako „przedstawicieli najniższego, głupiego i reakcyjnego nacjonalizmu”, którzy zdradzają „interesy nie tylko demokracji w ogóle, ale własnej ojczyzny, Ukrainy”.